# Quan thoại thời Minh-Thanh
Quan thoại thời Minh-Thanh (giản thể: 明清官话; phồn thể: 明清官話; bính âm: MíngQīng Guānhuà, Hán-Việt: Minh Thanh Quan thoại) là ngôn ngữ nói chung sử dụng trong hành chính của đế quốc Trung Hoa trong các triều Minh và Thanh. Nó phát sinh như một biện pháp thực tế, để vượt qua sự không hiểu lẫn nhau của các phương ngữ Hán ngữ được nói ở các vùng khác nhau ở Trung Quốc. Do đó, kiến thức về ngôn ngữ này rất cần thiết để ra làm quan, nhưng nó chưa bao giờ được định nghĩa chính thức. Ngôn ngữ này là một ngôn ngữ chung tự nhiên dựa theo các phương ngữ Quan thoại, ban đầu là của những người được nói xung quanh Nam Kinh nhưng sau đó chuyển sang Bắc Kinh, và phát triển thành tiếng Trung tiêu chuẩn vào thế kỷ 20. Trong một số tác phẩm thế kỷ 19, nó được gọi là phương ngữ cung đình.

## Từ vựng
Hầu hết các từ vựng được tìm thấy trong các mô tả về ngữ âm Quan thoại trước giữa thế kỷ 19 đã được giữ lại trong Hán ngữ tiêu chuẩn hiện đại. Tuy nhiên, một số từ xuất hiện trong ngôn ngữ bản ngữ được viết rộng rãi hơn của nhà Thanh và các thời kỳ trước đó không có trong các mô tả ban đầu của ngữ âm tiêu chuẩn. Chúng bao gồm những từ phổ biến hiện nay như hē (喝, Hán-Việt: hát, nghĩa đen: "uống"), suǒyǒude (所有的, Hán-Việt: sở hữu đích, nghĩa đen: "tất cả, mọi thứ") và zánmen (咱們, Hán-Việt: ngã môn, nghĩa đen: "chúng tôi"). Trong những trường hợp khác, dạng ngữ âm phương bắc thay thế dạng ngữ âm phương nam vào nửa sau thế kỷ 19, như dōu (trước đây là dū) 都 (Hán-Việt: đô)  và hái (trước đây là huán) 還 (Hán-Việt: hoàn, nghĩa đen: "vẫn, chưa".